# Jack Wyrtzen
John Von Casper „Jack” Wyrtzen (1913. április 22. – 1996. április 17.) ifjúsági evangélista és a Word of Life szolgálat alapítója volt, amit 50 éven keresztül vezetett. Neki tulajdonítják a Youth for Christ (Fiatalok Krisztusért) ötletét.

## Életrajz
Wyrtzen a Long Island-i Woodhavenből származott. 1938-tól 1940-ig a Hawthorne esti bibliaiskolában tanult, a New Jersey-i Hawthorne-ban, de nem diplomázott le. 1943-ban tiszteletbeli diplomát kapott ettől az iskolától.
1929-től 1933-ig éjszaka táncegyüttest irányított, 1940-ig biztosítási ügynökként dolgozott napközben. 1933 és 1940 közt részt vett a XBA, azaz Chi Beta Alpha (Újjászületett Keresztények) és a Phi Gamma csoport megalapításában. Előbbi fiatal férfiak, utóbbi nők Biblia-tanulmányozó közössége volt. A két csoportot 1940-ben összevonták. Ugyanebben az évben segített a Word of Life Fellowship átszervezésében.

### Rádiós és televíziós szolgálat
Wyrtzen a WBBC-n kezdte a rádiós prédikálást, majd 1941-ben elkezdte a Word of Life programot a WHN-en.

### Word of Life Fellowship
Wyrtzen gyűléseket tartott a Word of Life Fellowship Biblia Konferencia nevében és 1991-ig a Word of Life Ministries elnöke volt. 1942-ben megalapította a Word of Life Bibliaiskolát, és 1946-ban egy területet vásárolt a Schroon Lake-en a Word of Life táboroknak. Később több tábort is elindított más városokban az USA-ban és más országokban. Wyrtzen sokat utazott Amerikában, evangélizációs alkalmakat tartott nagyvárosi és falusi gyülekezetekben egyaránt. Neki tulajdonítják a több mint 1000 gyülekezetben alapított Biblia-klubokat és a több mint 37 országban indított ifjúsági szolgálatokat.
A Word of Life konferenciaközpontokat is alapított New Yorkban és Floridában. Nemzetközi szolgálatokat és ifjúsági Biblia-klubokat is alapítottak, ezek hatással voltak a Youth for Christ International alapító tagjaira. 1971-ben Harry Bollbackkel, a Word of Life társigazgatójával Biblia-iskolát alapítottak.
Jelenleg a Word of Life szolgálatnak Don Lough, Jr. az elnöke.

## Család
Wyrtzen apja üveggyárban dolgozott, anyja republikánus politikával foglalkozott. Wyrtzennek két fiútestvére volt. 1936. április 18-án feleségül vette Margaret Smitht, aki 1984-ben elhunyt. Két évvel később Wyrtzen újraházasodott. Joan Steinerrel 1986. május 6-án kötött házasságot. Wyrtzen 1996. április 17-én hunyt el, feleségét, Joant, nyolc gyermeküket és ötvenöt unokájukat és ükunokájukat hátrahagyva.